# Giordano Bruno eroe di Valmy
Giordano Bruno eroe di Valmy  è un cortometraggio muto italiano del 1908 diretto da Giovanni Pastrone.